# BS-TBS

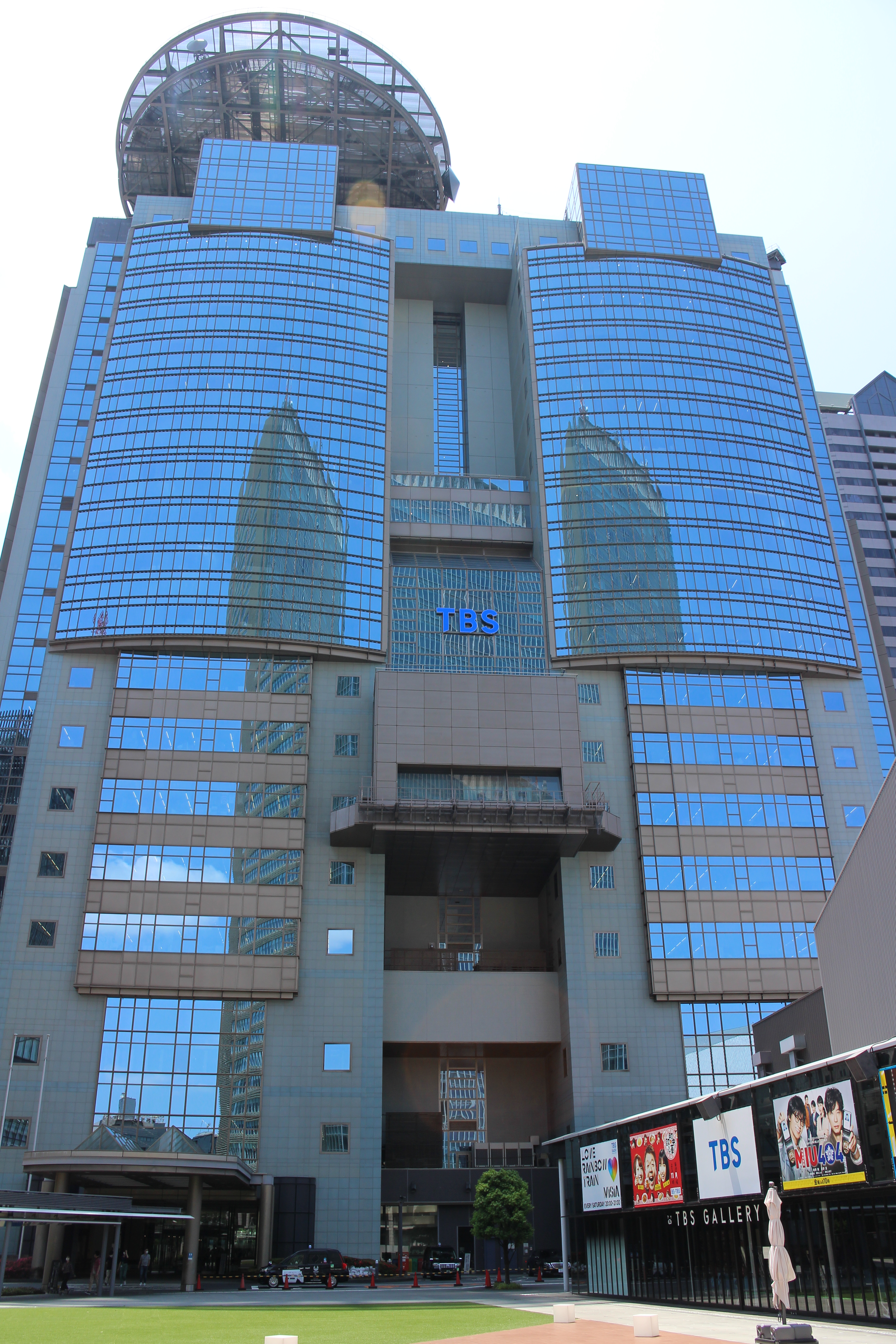
BS-TBS總部設於TBS放送中心內。

BS-TBS是隸屬於TBS電視的衛星電視委託放送事業者，為日本新聞網集團的成員。

## 沿革
- 1998年（平成10年）11月 - 成立株式会社 Japan Digital Communications
- 1999年（平成11年）1月 - Japan Digital Communications加入日本民間放送聯盟
- 2000年（平成12年）6月 - Japan Digital Communications更改名稱為株式会社BS-i
- 2000年（平成12年）12月1日11:00 - BS-i開播
- 2004年（平成16年）7月 - BS-i總部由TBS放送会館遷移至TBS放送中心15樓
- 2005年（平成17年）9月30日 - BS-i結束廣播節目
- 2009年（平成21年）4月1日 - BS-i公司名稱更改為株式会社BS-TBS，頻道名改為BS-TBS
- 2015年（平成27年）4月1日 - BS-TBS其他股東退出，自此成為東京放送控股（今TBS控股）全資附屬公司
- 2018年（平成30年）12月1日 - BS-TBS 4K开播

## 頻道細節

### 電視廣播
被分配到BS的161～163頻道。Remote Control Key ID是6。
在開台以來、免費放送的BS數位電視台中、唯一一家將節目分成為三個頻道播送、於2005年2月11日結束。
（（日本時間）週一～週五 14:00～14:55、161ch=Television Pink、162ch=「i-collection」、163ch=放送休止）
按下遙控器的d鈕、能夠看節目資訊。（廣告中及連動資訊播送時段除外）
登錄會員有提供雙向性服務，内容有新聞・氣象情報・J聯盟情報。
字幕放送（文字多重放送）有2時間Suspense drama（「Mystery selection」是為了TBS在地面播送的「月曜Mystery劇場」而重播）。

#### 夜晚播出
播放完畢
- AIR
- 這醜陋又美麗的世界
- 我的主人愛作怪
- 真月譚月姬
- Popotan
- 魔力女管家–更美麗的事物
- ゆめりあ
- 009-1
- ×××HOLiC
- 黑貓
- 幸運女神
- 幸運女神–各自的翅膀
- 後天的方向
- 備長炭
- REC
- 草莓棉花糖
- 冬季花園（特別篇）
- 英國戀物語艾瑪（重播UHF Anime已播的動畫）
- Chobits（重播原在白天播出的時段）
- Heat Guy-J
- 忘卻的旋律
- 薔薇少女
- 薔薇少女 ～夢見～
- 薔薇少女 ～序曲～（特別篇）
- 夜明前的琉璃色 Crescent Love
- Venus Versus Virus
- 向陽素描
- Kanon※京都動畫製作
- 魔力女管家
- 怪物王女
- CLANNAD
- K-ON!

另外，BS-i只在深夜播放的動畫多與UHF Anime相似。

#### 白天播出
- 機動戰士Gundam 0083:Stardust Memory（OVA・2006年11月19日開始播放）

播放完畢
- MUSASHI GUN道
- RGBアドベンチャー
- 小小雪精靈
- 秋葉原電腦組
- 魔術師歐菲
- 機動戰士鋼彈0080:口袋裡的戰爭（OVA）

## 外部連結
- BS-TBS （页面存档备份，存于）（日語）
- BS-TBS的Facebook專頁
- BS-TBS的X（前Twitter）
- YouTube上的BS-TBS頻道